# Ted Koehler
Ted Koehler, född 14 juli 1894 i Washington, DC, död 17 januari 1973 i Santa Monica, Kalifornien, var en amerikansk sångtextförfattare och kompositör.
Koehler startade som fotogravör men var väldigt fängslad vid musikindustrin, där han började som teaterpianist för stumfilmer. Efter det gick han vidare för att skriva vaudeviller, musik för Broadway, och även anordna nattklubbsshower. Hans mest kända samarbete var med kompositören Harold Arlen och tillsammans skrev de många kända sånger under 1920-talet och fram till 1940-talet. Båda två skrev för Broadway, för produktioner på Cotton Club, och för Hollywoodfilmer. Koehler arbetade även med andra kompositörer, såsom Rube Bloom och Sammy Fain.

## Sånger
- "Animal Crackers in My Soup" – med Irving Caesar och med musik av Ray Henderson
- "As Long as I Live" – musik av Harold Arlen
- "Between the Devil and the Deep Blue Sea" – musik av Harold Arlen
- "Don't Worry 'Bout Me" – musik av Rube Bloom
- "Get Happy" – musik av Harold Arlen
- "I Gotta Right to Sing The Blues" – musik av Harold Arlen
- "Ill Wind" – musik av Harold Arlen
- "I'm Shooting High"
- "I've Got My Fingers Crossed" – musik av Jimmy McHugh
- "I've Got the World on a String" – musik av Harold Arlen
- "Let's Fall in Love" – musik av Harold Arlen
- "Sing My Heart" – musik av Harold Arlen
- "Spreadin' Rhythm Around" – musik av Jimmy McHugh
- "Stormy Weather" – musik av Harold Arlen
- "When the Sun Comes Out" – musik av Harold Arlen
- "Wrap Your Troubles in Dreams" – med Harry Barris och Billy Moll